# Вороніна Лідія Костянтинівна
Лі́дія Костянти́нівна Воро́ніна (1926, місто Люботин, тепер Харківської області — ?) — українська радянська діячка, агроном колгоспу імені Кагановича Богодухівського району. Депутат Верховної Ради УРСР 3-го скликання. 

## Біографія
Народилася у родині службовця. У 1944 році вступила до комсомолу.
Навчалася у Старомерчанському сільськогосподарському технікумі Харківської області. Обиралася секретарем комітету ЛКСМУ, головою профкому технікуму. У 1947 році закінчила технікум і здобула спеціальність агротехніка.
З 1947 року — агроном колгоспу «Жовтень» селища Старий Мерчик Богодухівського району Харківської області. З 1950 року — агроном укрупненого колгоспу імені Кагановича селища Старий Мерчик Богодухівського (тепер — Валківського) району Харківської області.
У 1950 році домоглася врожайності цукрових буряків по 325 центнерів з гектара на площі 30 гектарів. Керувала курсами майстрів сільського господарства в колгоспі імені Кагановича, працювала секретарем комсомольської організації колгоспу.
Обиралася депутатом Старомерчанської сільської ради, Богодухівської районної ради Харківської області.

## Нагороди
- медалі